# ТЕС Хлавга
16°58′58″ пн. ш. 96°7′29″ сх. д. / 16.98278° пн. ш. 96.12472° сх. д.
ТЕС Хлавга – теплова електростанція в головному економічному центрі М’янми місті Янгоні.
В 1995 році на майданчику станції ввели в дію три встановлені на роботу у відкритому циклі газові турбіни від GEC-Alsthom (розробка General Electric) потужністю по 33,3 МВт. 
В 1999-му компанія Kawasaki провела роботи з перетворення станції у більш енергоефективну парогазову. Для цього встановили три котла-утилізатора, від яких живиться одна парова турбіна з показником у 54 МВт.
Як паливо станція використовує природний газ, що може надходити до Янгону по трубопроводах А'пяук – Янгон (перша половина 1990-х), Н'яунгдонг – Янгон (2000 – 2002), Канбаук – Янгон (2001) та Ядана – Янгон (2010).
Можливо відзначити, що державна електростанція Ахлон розташована біч-о-біч з майданчиком, на яких працює приватна ТЕС Хлавга від компанії MCP (54 МВт, 2013 рік).